# Pasig
Pasig (en philippin : Lungsod ng Pasig, « ville de Pasig ») est l'une des villes et des municipalités qui forment le Grand Manille aux Philippines.
Elle porte le nom du fleuve homonyme qui la limite au sud, tandis qu'à l'ouest elle est bordée par la Marikina.

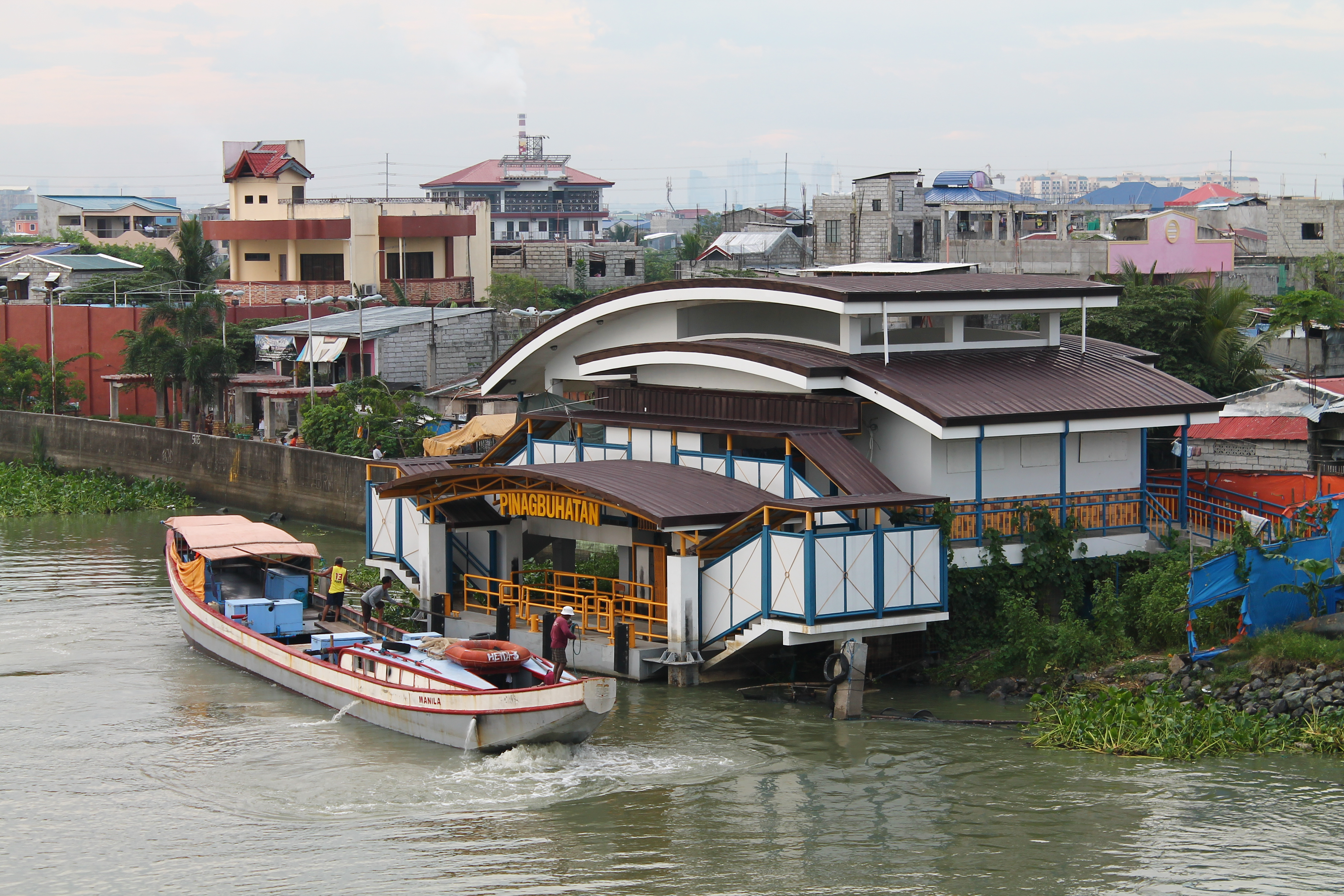
La station de ferry Pinagbuhatan sur la Pasig (2012).

## Économie
- À Pasig se trouve le siège de l'entreprise agro-alimentaire Century Pacific Food.

## Édifices religieux
- Christ's Commission Fellowship Pasig
- Immaculate Conception Cathedral (Église catholique)